# Elleanthus fractiflexus
Elleanthus fractiflexus är en orkidéart som beskrevs av Rudolf Schlechter. Elleanthus fractiflexus ingår i släktet Elleanthus och familjen orkidéer. Inga underarter finns listade i Catalogue of Life.